# Vita Nel
Vitalina „Vita“ Nel (* 11. Dezember 1975 in Saporischschja, Ukrainische Sozialistische Sowjetrepublik) ist eine südafrikanische Beachvolleyballspielerin sowjetischer Herkunft.

## Karriere
Nel absolvierte 2005 in Kapstadt ihr erstes Open-Turnier der FIVB-Serie mit Palesa Sekonyana und kam auf Rang 25. 2007 traten Nel/Sekonyana bei den Espinho Open und zwei Grand Slams an und belegten jeweils den 41. Platz. 2008 bildete Nel ein neues Duo mit der gebürtigen Deutschen Judith Augoustides. Nel/Augoustides spielten jeweils vier Open-Turniere und Grand Slams. Das beste Ergebnis war dabei Platz 33. Anschließend nahmen sie an den Olympischen Spielen in Peking teil. In ihrer Gruppe trafen sie dabei unter anderem auf die deutschen Europameisterinnen Goller/Ludwig und die späteren Bronzemedaillengewinnerinnen Xue Chen/Zhang Xi aus China. Sie verloren ihre drei Spiele und schieden nach der Vorrunde aus. Anschließend beendete Nel ebenso wie Augoustides ihre Karriere.